# 皮革戀
皮革戀或被稱之為皮革拜物主義（英文：Leather Fetishism），指對皮革製作的物品特別喜愛，進而到迷戀的程度。這算是一種戀物癖(Fetishism)，其是藉由皮革之類的無生命物品來達到心理上的滿足或是性滿足的狀態，如果過於嚴重，因而影響到其社會適應的行為，某種程度上也算是一種性心理障礙。
皮革慾望者其在性慾求與滿足的徵狀大概可以有兩大類型來敘述，一種是不採取一般與異性（或同性）接近或從性接觸獲得性滿足的方式，而改用其他方式獲取性的興奮與滿足，另一種是在性行為的過程中，搭配穿著皮革道具；服裝，如：皮衣緊身、皮外套、皮手套、皮褲......；以及皮靴等，達到視覺等感官和心理上的刺激，而皮革本身所散發的味道，或是將皮革用品予以擦拭，使其更將光華柔亮，往往亦會刺激這類癖好者生理上的反應，進而激發性慾，然而這種人在總人口的比率並不高。
基本上，皮革戀也是一種對皮革喜好的程度上差異，若只是單純的喜好、進而成為助性的工具或是活動，而並無因此產生反社會行為者，一般都還在可以合理接受的範圍，通常有類似皮革癖好者往往可藉著組成類似的同儕團體給予精神或心理上的情感支持與互動，進而取得認同，進而衍生出一種次文化，有人將其稱之為皮革拜物主義（英文：Leather Fetishism），這種次文化團體在不少國家都有類似的組織，例如BLUF 就是一個以皮革和制服為主的同性戀組織，這些同好者有的也有網站提供彼此交流，然而，值得說明的是，只有當這種戀皮革者的性或社會活動造成嚴重困擾，或是因而產生反社會行為時才會被視為一個問題，而需要與以治療或是矯正，例如因爲喜歡某樣皮革物而產生偷竊皮革物品的行爲。

## 外部連結
- The BLUF website （页面存档备份，存于）
- Tom of Finland Foundation's website （页面存档备份，存于）
- vk70 authentic WWII era breeches website
- The leather Archives and Museum website
- International mister Leather website